# Gum Air
Gum Air is een Surinaamse chartermaatschappij die binnenlandse vluchten onderhoudt in Suriname en tevens vliegt naar bestemmingen in het Caraïbisch gebied. De thuisbasis van Gum Air is de luchthaven bij Paramaribo, Zorg en Hoop Airport.
Het bedrijf werd in 1971 opgericht als dochteronderneming van het landbouw-vliegbespuitingsbedrijf Surinam Sky Farmers, dat net als Gummels Airport (opgericht in 2015) in het bezit is van de Gummels-familie. Gum Air was gericht op chartervluchten naar het Surinaamse binnenland, heden ten dage uitgebreid met dagelijkse vluchten naar Ogle Airport in Guyana in samenwerking met Trans Guyana Airways.
Het vliegbedrijf heeft door de jaren heen diverse STOL type vliegtuigen en helikopters gebruikt, enkele markante types waren bijvoorbeeld de GAF Nomad, Dornier DO 28 Skyservant, Britten-Norman BN2 Islander en Agusta- Bell 204B en Bell 206B Jetrangers. Heden tendage bestaat de vloot voornamelijk uit Cessna's (206 en 208 Caravans) en Twin Otters.

## Luchtvloot
De luchtvloot anno maart 2018
- 3 Cessna 206 Stationair 6
- 4 Cessna 208-Caravan
- 1 Britten-Norman BN2B Islander Gum Air Britten Norman BN2B-Islander PZ-TBL

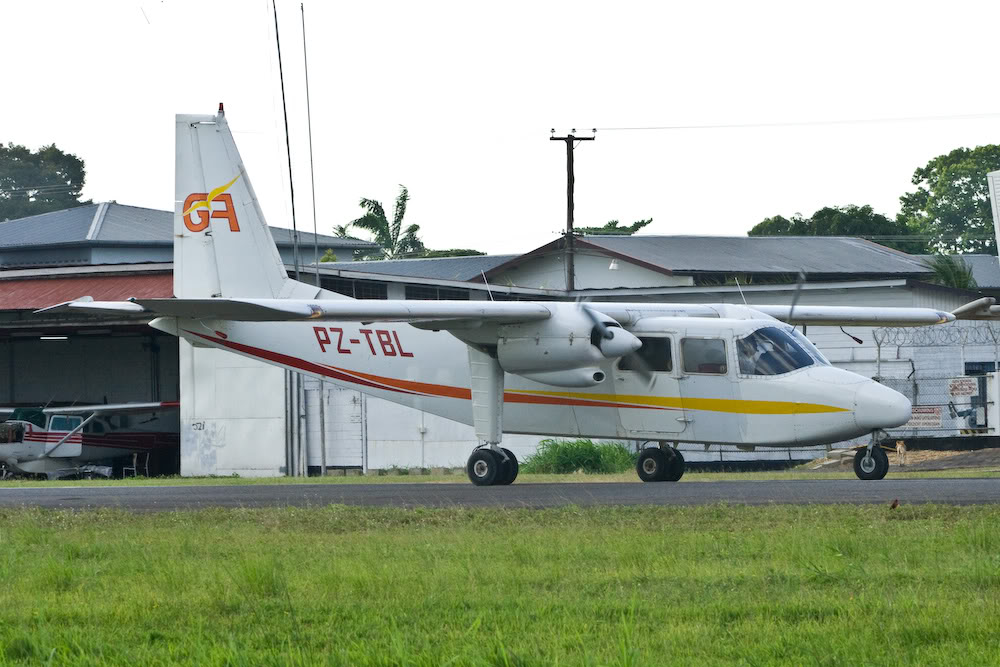
Gum Air Britten Norman BN2B-Islander PZ-TBL

- 2 de Havilland Canada DHC-6 Twin Otter
- 1 Robinson R44 Raven I